# Pero palmirensis
Pero palmirensis là một loài bướm đêm trong họ Geometridae.